# كأس بولندا 2017–18
كأس بولندا 2017–18 (بالبولندية: Puchar Polski w piłce nożnej)‏ هو الموسم 64 من  كأس بولندا. أقيم خلال الفترة 14 يوليو 2017 وحتى 2 مايو 2018، والذي يشرف على تنظيمه اتحاد بولندا لكرة القدم، وفاز فيه ليغيا وارسو.